# Heteragrion calendulum
Heteragrion calendulum är en trollsländeart som beskrevs av Williamson 1919. Heteragrion calendulum ingår i släktet Heteragrion och familjen Megapodagrionidae. IUCN kategoriserar arten globalt som otillräckligt studerad. Inga underarter finns listade i Catalogue of Life.